# Chrysomya rufifacies
Espèce
Chrysomya rufifacies est une espèce d'insectes diptères de la famille des Calliphoridae (les « mouches à viande »). Elle appartient au genre Chrysomya, communément appelé par les anglophones « Old World screwworm » (« Vers-à-vis de l'Ancien Monde ») par opposition au genre Cochliomyia ou « New World screwworm » endémique des Amériques.
Le genre Chrysomia comprend d'autres espèces telles que Chrysomya putoria et Chrysomya bezziana, qui sont des agents de myiases.
C. rufifacies préfère les températures très chaudes et a un cycle de vie relativement court. Elle est largement distribuée géographiquement et préfère coloniser les grosses carcasses plutôt que les petites.
L'espèce a généralement un aspect métallique verdâtre.
Elle est d'une importance essentielle dans le domaine de l'entomologie médico-légale en raison de son utilisation pour établir ou modifier les intervalles post mortem.  Elle a un impact au plan médical, économique et médico-légal.

## Description

### Imago
Chrysomya rufifacies peut être facilement identifiée en examinant une couleur bleu-vert métallique brillante, une dilatation génale pâle et une vestiture du spiracle thoracique antérieur de couleur pâle. L'adulte mature mesure environ 6-12 mm de longueur. 
L'utilisation d'un microscope permet d'identifier les soies sur le méron de la mouche, une plus grande ampulla avec des soies dressées rigides, les premier et deuxième tergites abdominaux noirs et une marge postérieure noire des troisième et quatrième tergites abdominaux. Ces traits sont caractéristiques du genre Chrysomya. C. rufifacies se différencie de C. megacephala par la couleur de son spiracle thoracique antérieur qui est pâle ou blanc, tandis que celui de C. megacephala est brun foncé ou orange foncé. En outre, C. rufifacies présente trois bandes thoraciques pronotales ou pronotum faibles qui sont difficilement visibles.

### Juvéniles
Les larves de C. rufifacies sont très facilement identifiables par leurs excroissances pointues et charnues qui sont présentes sur tout le corps. La larve mature, une couleur jaunâtre, mesure environ 14 mm de longueur. Le péritrème du spiracle postérieur est très large avec un espace étroit qui contient des bords fourchus ; les fentes sont courtes et larges, remplissant presque l'assiette.

## Cycle de vie
La connaissance du cycle de vie de C. rufifacies est cruciale pour déterminer l'intervalle post mortem en entomologie médico-criminelle. Des données précises sur le développement et la succession de l'espèce peuvent grandement faciliter les enquêtes judiciaires. C. rufifacies est particulièrement important dans ces déterminations en raison de son temps de développement hautement prévisible et de son faible degré de variation dans le développement larvaire. Le cycle de vie de C. rufifacies est caractérisé par un développement holométabolique, composé d'œufs, de larves, de pupes et d'imagos. Le cycle de vie complet prend de 190 à 598 heures selon la température. 
La femelle pond en moyenne 210 œufs pour un maximum enregistré de 368 œufs à proximité de cadavres frais le plus souvent pendant la journée. Après la ponte, la larve de premier stade de l'insecte émerge de l'œuf au bout de 26 heures environ à une température de 29 °C. Au total, trois stades larvaires sont impliqués dans le cycle de vie de l'espèce, et l'ensemble du stade de développement larvaire prend 2,5 -jours à une température de 29 °C. Les larves sont capables de réguler leur température corporelle en se déplaçant vers une position différente dans la masse d'asticots pour maintenir une température de développement optimale. La température optimale pour les larves de C. rufifacies est de 35,1 °C. Le temps de développement de l'espèce dépend fortement de la température et du nombre de degrés-jours accumulés en raison du caractère poïkilotherme des insectes. Toute variabilité des temps de développement peut également être due à différentes conditions d'élevage telles que l'humidité variable, les milieux de développement et la densité larvaire. 
Un stade prénymphal est souvent présent et caractérisé par la dispersion et la migration des larves loin de la source de nourriture à la recherche d'un site de nymphose. La longueur du corps de la larve diminue alors en préparation de la nymphose. Si les larves sont empêchées de se déplacer et ne sont pas autorisées à se disperser pendant le stade prénymphal, un retard de nymphose de 24 heures sera observé. Ainsi, dans les enquêtes médico-criminelles, si un cadavre est enveloppé et provoque une restriction de la migration des asticots, des temps de développement modifiés doivent être pris en compte. Le stade prénymphal prend 1,5 jours et le stade nymphal prend trois jours à une température de 29 °C. La nymphose se produit généralement près de la surface du sol ou près de la chair en décomposition, et la peau des larves durcit pour former une enveloppe extérieure brun foncé ou puparium . Les imagos émergent après la nymphose et s'accouplent trois à sept jours ensuite en été, neuf ou dix jours après l'émergence à l'automne. Les adultes sont capables de vivre de 23 à 30 jours et la ponte a lieu environ cinq jours après l'accouplement.

## Distribution
C. rufifacies se rencontre dans une grande variété d'habitats humains.
Cette mouche est originaire d'Australie et a récemment connu une expansion considérable dans sa distribution. Sa large distribution est due à la dispersion naturelle et au transport par avion, bateau ou automobile. Elle occupe une plage d'altitude allant du niveau de la mer à 1 250 m, 1 400 m voire 2 100 m. La première apparition de l'espèce aux États-Unis continentaux a eu lieu dans les années 1980. L'espèce est maintenant établie dans le Sud de la Californie, en Arizona, au Texas, en Louisiane et en Floride. On s'attend à ce qu'elle finisse par occuper la majeure partie des États-Unis dans un proche avenir. En raison sa dispersion rapide, l'espèce est devenue la mouche dominante sur les cadavres humains dans le Nord et le centre de la Floride, tandis que C. megacephala continue d'être dominante dans le Sud de la Floride.

## Systématique
Le nom valide complet (avec auteur) de ce taxon est Chrysomya rufifacies (Macquart, 1844).
L'espèce a été initialement classée dans le genre Lucilia sous le protonyme Lucilia rufifacies Macquart, 1844.
Chrysomya rufifacies a pour synonymes:
- Achoetandrus rufifacies (Macquart, 1843)
- Chrysomya cordieri (Séguy, 1925)
- Chrysomyia rufifacies (Macquart, 1843)
- Lucilia orientalis (Macquart, 1844)
- Lucilia pavonina (Schiner, 1868)
- Lucilia rufifacies (Macquart, 1844)
- Somomyia barbata (Bigot, 1877)

Chrysomya rufifacies a été décrite pour la première fois par l'entomologiste français Pierre Justin Marie Macquart.
Son épithète spécifique est dérivée des mots latins rufus « rougeâtre » et faciès « visage ».
Certains taxonomistes pensent que C. rufifacies est conspécifique avec Chrysomya albiceps en raison de similitudes biologiques, écologiques, distributionnelles et morphologiques. Les larves des deux espèces sont très difficiles à distinguer et seule une différence mineure existe entre les imagos. Une soie prostigmatique serait présente chez C. albiceps et absente chez C. rufifacies, mais elle n'est pas présente chez tous les spécimens de C. albicepes ou elle est très réduite, ce caractère n'est donc pas fiable. Le statut de C. rufifacies n'est pas complètement clair et sa relation avec C. albiceps n'a pas été entièrement déterminée.

## Chrysomya rufifacieset l'Humain

### Au plan médical

#### Larves
L'espèce Chrysomya rufifacies a été utilisée avec succès en asticothérapie pour traiter les patients atteints d'ostéomyélite, une infection microbienne de l'os.
Les derniers stades larvaires sont également bénéfiques comme prédateurs des larves des mouches transmettant des agents pathogènes et produisant des myiases; ainsi, les larves de rufifacies peuvent généralement être utilisées comme agents de lutte biologique efficaces.
Cependant, certaines souches d'Australie, d'Inde et d'Hawaï ont des stades nocifs lorsqu'ils sont impliqués dans la myiase secondaire. 

#### Imago
À son dernier stade de développement, C. rufifacies peut être un vecteur d'agents pathogènes entériques dans des pays comme l'Inde et l'Australie, en particulier s'il pénètre dans les maisons en raison de son attirance pour les matières fécales, les fruits, la viande et les déchets. Plusieurs agents pathogènes tels que les bactéries Bacillus, les ascaris et les oxyures ont été récupérés dans le tube digestif et les matières fécales de C. rufifacies.

### Aspect économique
En tant qu'espèce largement distribuée, C. rufifacies a un impact profond à la fois sur le bétail et sur la population d'autres espèces de diptères. Elle est bénéfique pour l'Humain en raison de sa nature parfois prédatrice, qui la conduit à consommer des asticots d'autres espèces, en particulier des concurrents sur les tissus nécrotiques. L'espèce est connue pour contrôler les populations de Lucilia cuprina et Lucilia sericata, deux espèces de diptères qui arrivent en premier sur un corps mort ou pourri. C. rufifacies peut également se comporter de manière cannibale lorsqu'aucune autre source de nourriture n'est présente. 
Bien qu'un cas ait été signalé en 1982 dans le comté d'Hidalgo (Texas), où une myiase avait été découverte chez un chien, C. rufifacies a tendance à s'attaquer principalement au bétail.  En règle générale, les dommages économiques infligés par ces larves se produisent sous forme de myiase cutanée sur le bétail ovin. Dans de nombreux pays, en particulier en Australie, les larves de C. rufifacies sont connues pour endommager la peau et les tissus sous-jacents des moutons; ce processus est connu sous le nom de « grève des moutons » et entraîne des pertes économiques. Des pontes périodiques sur des veaux nouveau-nés mal nettoyés, ainsi que des myiases de bovins et de moutons matures, ont été signalées au Texas et en Arizona, où la mouche a établi des populations résidentes.
La myiase animale causée par l'espèce produit souvent de grandes plaies qui guérissent très lentement; cependant, cette mouche à viande n'est pas considérée comme une mouche à myiase significative. Quoique les dommages économiques causés par la mouche ne soient pas précisément connus, ils dépendent de la qualité des soins apportés au bétail et de la taille de la population de mouches.

### Médecine légale
Chrysomya rufifacies est l'une des mouches les plus importantes sur le plan médico-légal en raison de son temps de développement extrêmement prévisible, de sa différence de longueur larvaire minimale et de sa faible variation régionale. Elle a un temps de développement pupal allant de 134 à 162 heures. L'adulte commence à se former entre la 237e et la 289e heure. Ces éléments sont utilisés par l'entomologiste médico-légal pour déterminer l'heure de la mort d'un cadavre. C. rufifacies pourrait avoir un impact sur la distorsion des intervalles post mortem en éliminant les asticots primaires sur un cadavre, en raison de sa nature facultativement prédatrice au cours des stades larvaires des deuxième et troisième stades. Les stades prédateurs facultatifs se nourrissent d'autres larves de diptères comme sources de nourriture alternatives, en particulier dans des conditions où les approvisionnements alimentaires sont limités. Même de telles larves sous-alimentées peuvent se nymphoser avec succès et devenir des adultes en bonne santé. Une modification supplémentaire de l'intervalle post mortem peut se produire en raison du cannibalisme, qui se produit lorsque les larves du deuxième stade consomment les larves du premier stade. 
Dans le Sud-Est, le centre et le Sud-Ouest des États-Unis, les spécimens adultes de C. rufifacies, sont les premiers insectes à arriver sur un cadavre frais. Les adultes arrivent normalement dans les dix premières minutes après la mort. Les larves ont également un temps de développement plus court que les autres espèces, mais en raison de leur nature prédatrice, elles peuvent également modifier l'estimation de l'intervalle post mortem basée sur l'entomologie. Au Texas et en Floride, l'espèce émerge de cadavres qui sont à un stade avancé de décomposition.

### Futures recherches
C rufifacies est d'une importance primordiale dans le domaine de l'entomologie médico-criminelle en aidant à établir les intervalles post mortem. L'espèce deviendra plus importante sur le plan écologique, médical et médico-légal à mesure qu'elle déplacera d'autres espèces indigènes et deviendra une mouche dominante. Les recherches futures visent à examiner les effets potentiels de la vaste distribution de cette espèce. En Amérique, C. rufifacies est en concurrence avec l'espèce indigène Cochliomyia macellaria et pourrait provoquer l'extinction de cette dernière. Cette mouche a réussi à rivaliser avec d'autres espèces dans de nombreuses autres régions du monde. Ce succès nouvellement obtenu nécessitera une surveillance étroite de l'espèce pour examiner ses effets écologiques et déterminer toute implication sérieuse dans la myiase. Des recherches plus approfondies sur le comportement de développement et de succession de l'espèce permettraient des calculs d'intervalle post mortem plus précis dans le domaine de l'entomologie médicocriminelle.